# Astragalus toksunensis
Astragalus toksunensis är en ärtväxtart som beskrevs av S.B.Ho. Astragalus toksunensis ingår i släktet vedlar, och familjen ärtväxter. Inga underarter finns listade i Catalogue of Life.